# Glinje, Braslovče
Glinje este o localitate din comuna Braslovče, Slovenia, cu o populație de 41 de locuitori.